# Goniurosaurus kuroiwae
Goniurosaurus kuroiwae är en ödleart som beskrevs av  Motokichi Namiye 1912. Goniurosaurus kuroiwae ingår i släktet Goniurosaurus och familjen geckoödlor. IUCN kategoriserar arten globalt som starkt hotad.

## Underarter
Arten delas in i följande underarter:
- G. k. kuroiwae
- G. k. yamashinae
- G. k. splendens
- G. k. orientalis
- G. k. toyamai